# 中華民國—埃及關係
中華民國與埃及阿拉伯共和國於1942—1956年有官方外交關係，斷交後，目前沒有在對方首都互設具大使館功能的代表機構，對埃及的相關事務由駐約旦臺北經濟文化辦事處兼轄。中華民國對外貿易發展協會於埃及設立开罗臺灣貿易中心。

## 政治

### 外交

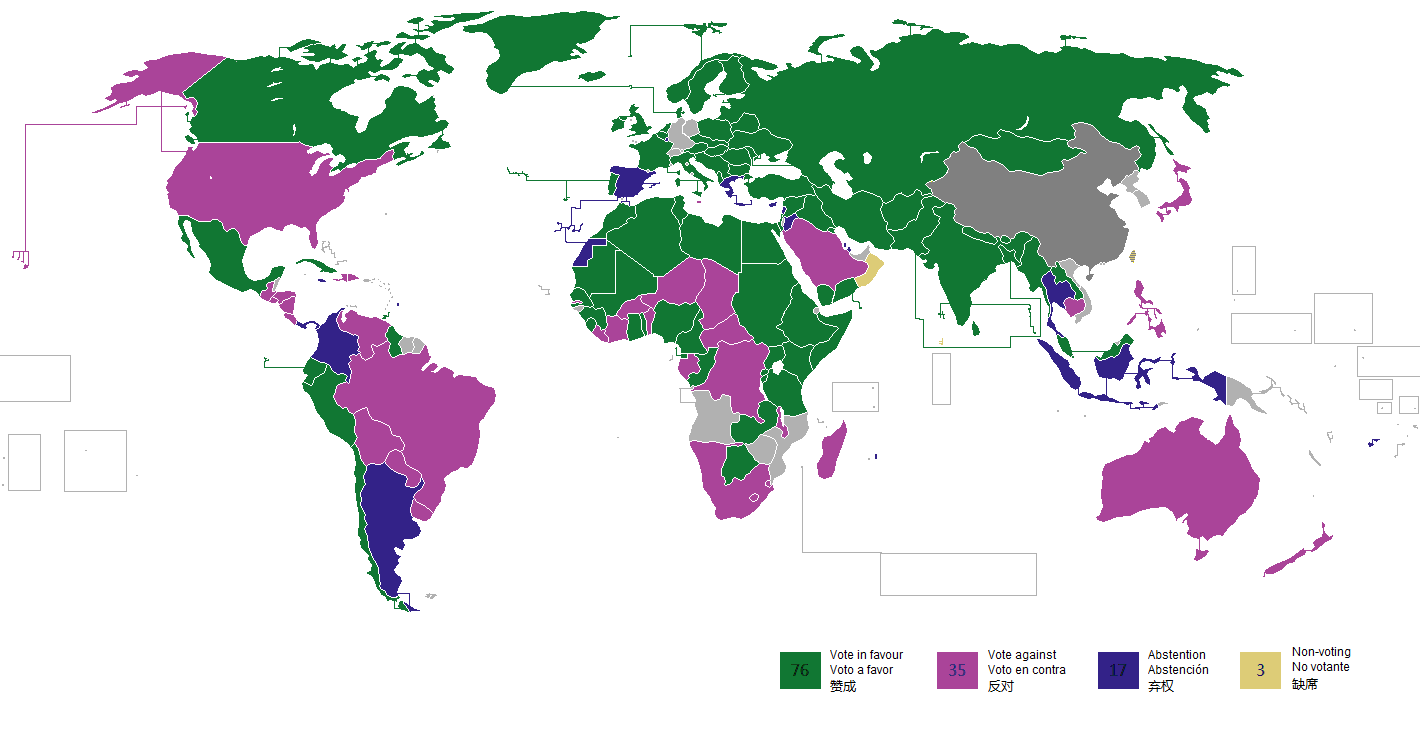
綠色國家表示在1971年的投票中反對中華民國續留聯合國，即《聯合國大會2758號決議》，其中包括埃及。

1930年4月23日，簽署《中埃關稅臨時辦法條文》。
1934年，中華民國於埃及王國設立領事館。
1942年5月1日，建立公使級外交關係。6月，於首都開羅設立中華民國駐埃及王國公使館，並派駐公使。
1947年，於首都南京設立埃及王國駐中華民國公使館，並派駐公使。
1948年11月14日，升格為大使級外交關係。兩國公使館升格為大使館，並派駐大使。
1949年，中華民國政府遷台後，兩國繼續維持邦交，但埃及未再派駐大使。
1950年11月30日，埃及在聯合國安全理事會上否決中共代表伍修權等提出之「美國侵略台灣案」。
1953年6月18日，廢除君主制，埃及共和國成立。
1956年5月16日，埃及與中華民國斷交。
1971年10月25日，在決定中國代表權的問題中，埃及連同大多數北非國家，支持中華人民共和國取代中華民國的「中國」席位，即《聯合國大會2758號決議》。
1997年5月，埃及與其他10個國家先後在世界衛生大會全會中，發言反對中華民國以觀察員身分參與世界衛生大會。
2000年12月8日，中華民國外交部長田弘茂宣佈，台灣與埃及在年底前互設辦事處，名稱分別為駐埃及台北經濟文化辦事處、埃及駐台北貿易文化辦事處。是由外交部政務次長李大維，多次秘密前往埃及商議後完成。2002年7月31日，外交部為配合政府組織再造，並有效運用外交資源，決定關閉包括埃及在內的5個代表機構。

## 經濟

### 背景
由於埃及與中華人民共和國關係緊密，中華民國與埃及未互設代表機構，使得雙方商業文書驗證等领事業務均須透過第三國如约旦、阿曼等國進行。且埃及政府官員避免與中華民國有任何官方接觸，也缺乏正式協商管道，不利經貿關係的長遠拓展。相對日本、韓國藉由該國領導工業品牌的進駐，採用直接設廠、授權代工、技術合資等方式進駐埃及，臺商多為中小企業規模，受限地緣距離、語言差異、劳动力效率不高等因素，影響前往埃及投資與合作的意願。

### 貿易
1990年，中華民國對外貿易發展協會（外貿協會）於首都開羅設立台灣貿易中心。
外貿協會於每年3月、10月赴埃及舉辦大型貿易洽談會。
臺灣於2016年首次開放埃及大蒜進口，期望於蒜價過高時能抑制價格，2019年的進口成長幅度是2018年的9倍，後2020年因為檢疫問題被退貨，導致臺灣蒜價飆漲。2023年因埃及大蒜減產30%～40%，以及阿根廷大蒜進口臺灣較往年多，預估進口數量與金額較2022年持平或減少。
| 年分 | 貿易總額    | 貿易總額 | 貿易總額 | 出口至埃及  | 出口至埃及 | 出口至埃及 | 自埃及進口  | 自埃及進口 | 自埃及進口 | 順逆差 |
| 年分 | 金額        | 年增減   | 排名     | 金額        | 年增減     | 排名       | 金額        | 年增減     | 排名       | 順逆差 |
| ---- | ----------- | -------- | -------- | ----------- | ---------- | ---------- | ----------- | ---------- | ---------- | ------ |
| 2017 | 390,721,045 | ▼16.1%   | 60       | 361,757,355 | ▼18.3%     | 44         | 28,963,690  | ▲24.5%     | 91         | 順差▼  |
| 2018 | 528,999,891 | ▲35.4%   | 53       | 436,854,666 | ▲20.8%     | 43         | 92,145,225  | ▲218.1%    | 69         | 順差▲  |
| 2019 | 457,516,028 | ▼13.5%   | 53       | 392,336,675 | ▼10.2%     | 41         | 65,179,353  | ▼29.3%     | 76         | 順差▼  |
| 2020 | 507,870,665 | ▲11.0%   | 52       | 382,151,776 | ▼2.6%      | 43         | 125,718,889 | ▲92.9%     | 59         | 順差▼  |
| 2021 | 873,681,300 | ▲72.0%   | 49       | 488,683,703 | ▲27.9%     | 42         | 384,997,597 | ▲206.2%    | 53         | 順差▼  |
| 2022 | 639,831,712 | ▼26.8%   | 56       | 486,945,589 | ▼0.4%      | 43         | 152,886,123 | ▼60.3%     | 64         | 順差▲  |
| 2023 | 419,812,058 | ▼34.4%   | 57       | 351,617,181 | ▼27.8%     | 42         | 68,194,877  | ▼55.4%     | 80         | 順差▼  |
| 2024 | 319,252,285 | ▼24.0%   | 64       | 297,282,423 | ▼15.5%     | 45         | 21,969,862  | ▼67.8%     | 98         | 順差▼  |

2023年的兩國貿易項目如下：
出口至埃及的前10大項目為：苯乙烯之聚合物；集成电路；熱軋之铁或非合金鋼扁軋製品；電話機（包括智能手机），以及其他傳輸或接收聲音、圖像之有線或无线网络通訊器具；針織或鉤針織品；車輛之零件與附件；多元羧酸及其酐、鹵化物、过氧化物與过氧酸，其鹵化、磺化、硝化或亞硝化衍生物；平面顯示模組；特定用途器具之零件；氯乙烯或其他鹵化烯烃之聚合物等。
自埃及進口的前10大項目為：石油氣與其他氣態碳氫化合物；洋蔥、分蔥、大蒜、韭葱與其他蔥屬蔬菜；轉數計、计数器、出租汽車計費表、里程記錄器、步程器、速率指示器與轉速計、光測頻器；玻璃纤维及其製品；針織或鉤針織T恤、汗衫與其他背心；瀝青或類似材料之製品；淀粉製品之殘渣、甜菜渣、甘蔗渣與製糖之其他殘渣、釀造或蒸餾之糟粕；男用或男童用服飾；填塞料、紗布、繃帶及其類似品，已塗浸藥物或製成零售包裝供醫用者；润滑剂與供纺织品、皮革、毛皮或其他材料之油脂處理用調製品等。

### 投資
根據中華民國經濟部投資審議司統計，截至2022年8月，尚無臺商赴埃及投資。但其實臺商有在埃及投資，只是數量不多，目前有3家從事外銷成衣紡織廠、1家從事家具與辦公室組裝廠。陽明海運在首都开罗與第2大城亞歷山卓設有辦公室並派員，長榮海運、萬海航運、技嘉科技則透過代理商在開羅營運。埃及佔華碩在全球66個國家投資的10%（19億美元），在埃及擁有三大代理商提供技術支持與維護服務。瑞智精密與埃及ELARABY Group商討合資設廠生產空調压缩机工廠。另根據埃及中央銀行統計，2022年臺商投資金額為2,390萬美元，在非歐盟國家中排名第13；截至2022年8月，埃及前往臺灣的總投資金額為77.4萬美元，計有37件。
目前在埃及無臺商或臺僑組織，亦無臺灣的金融機構。

### 事件
2021年3月，臺灣長榮海運租用的長賜輪貨輪因天候因素擱淺在蘇伊士運河，造成運河堵塞達1週，後埃及求償10億美元。

## 司法

### 犯罪事件
2014年7月，埃及警方查獲跨國詐騙集團，共逮捕96人，當中有40名中華民國籍嫌犯，其中1人是主嫌遭埃及法院判刑後仍有3年有期徒刑，另39人被判刑2年已服刑完畢，但因私自用網路撥打國際電話觸犯埃及法律，因此埃及國營電話公司對其進行民事求償，法院判定每人平均支付1萬7,500美元才能離境。這39人雖然已出獄，但仍被限制出境，中華民國外交部與駐外館處表示不會代為繳納罰金。若中華人民共和國方面要把嫌犯帶走，就必須替嫌犯償付這筆民事欠款。後來，埃及以嫌犯未繳清罰金為由，延長半年刑期。2017年1月，39名嫌犯出獄；3月，罰金繳清。並自4月起分批將嫌犯遣返回台，隨即遭拘提至台中地方法院檢察署，依詐欺罪偵辦。
2019年7月，1名埃及裔男子長期在台灣高雄市的瑞豐夜市販售沙威瑪，疑似不滿擺攤時遭到隔壁攤商排擠，將裝滿汽油的塑膠桶當眾在其餘攤商前縱火後逃離，但火勢及時被撲滅未造成傷亡。事後該名男子在現場觀看，被攤商與警察制伏，帶回警察局偵訊。

## 簽證

持中華民國護照的中華民國國民簽證要求分布圖：入境埃及可以落地簽證／電子簽證。

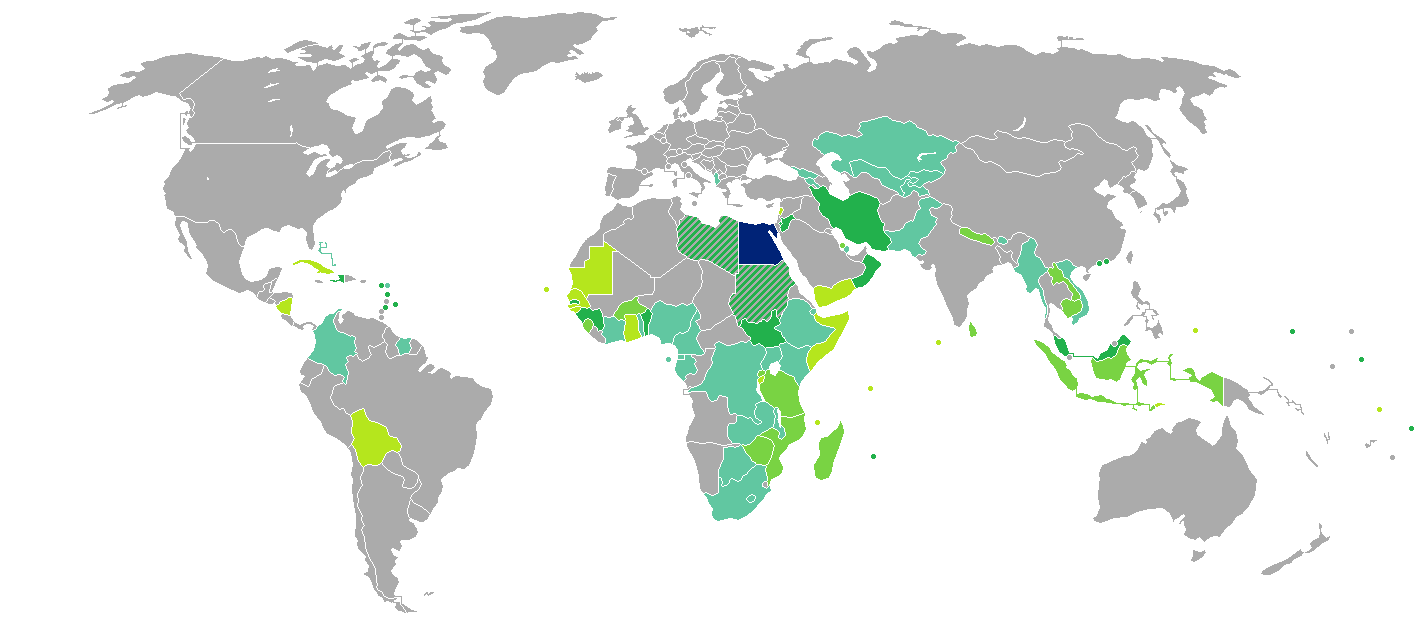
持埃及護照的埃及人口簽證要求分布圖：入境中華民國需要簽證。

兩國國民皆須申請簽證方可入境對方國家。持中華民國護照的中華民國國民可於抵達埃及主要國際機場或主要國際港口時辦理落地簽證入境，停留最多30天；亦可至埃及官網辦理電子簽證，停留最多30天。
持埃及護照的埃及國民抵台參加由中央政府機關主辦、協辦或贊助之國際會議、運動賽事、商展或其他活動，可以電子簽證入境中華民國，停留最多30天並不得延期。

## 交通

### 航空

#### 客運
兩國無直航班機，可經由（不計航點遠近，截至2023年6月28日）：
- 臺北松山→成都、杭州[註 2]，再轉機前往埃及的國際機場（英语：List of airports in Egypt）。
- 台北桃園→北京-首都、成都、廣州、杭州、東京-成田（*季節性包機飛埃及）、大阪*、德里（2023年8月3日開航埃及）、杜拜、伊斯坦堡、倫敦、巴黎、羅馬、米蘭、慕尼黑、法蘭克福、阿姆斯特丹、維也納、布拉格（2023年7月18日開航台北桃園）、紐約、多倫多→埃及。
- 臺中→廣州、東京-成田*→埃及。
- 台南→大阪*→埃及。
- 高雄→北京-首都、廣州、杭州、東京-成田*、大阪*→埃及。

## 外部連結
- 中華民國外交部－埃及阿拉伯共和國簡介 （页面存档备份，存于）
- 駐約旦臺北經濟文化辦事處
- 外交部領事事務局－國外旅遊警示分級表
- 中華民國衛生福利部－國際旅遊疫情建議等級
- 中華民國國際經濟合作協會 （页面存档备份，存于）
- 開羅台灣貿易中心（Facebook）